# Dino Ibáñez
Dino Ibáñez, nom d'artista de Josep Maria Ibáñez i Lledós (Barcelona, 1950), és un escenògraf català. Format en l'àmbit de l'arquitectura i el disseny industrial, des de 1978 vinculat al món del teatre, havent dissenyat espais escènics per a diverses companyies: L'Om-Imprebís, Els Joglars, El Tricicle, La Clota, La Cubana, La Iguana, Pep Bou, Manel Barceló i d'altres.
Del 1986 al 1992 va treballar com a director tècnic del Centre Dramàtic de la Generalitat de Catalunya. Des del 1992 treballa com a consultor escènic independent (Dino Ibáñez & Associats) i des del 1998 ve impartint classes sobre espai teatral i espai escènic, primer a l'Institut del Teatre de Barcelona i, actualment a l'Escola Superior d'Art Dramàtic de les Illes Balears. És membre de l'Associació d'Escenògrafs de Catalunya i delegat espanyol a la Comissió Tecnològica i d'Arquitectura de l'Organització Internacional d'Escenògrafs, Tècnics i Arquitectes de Teatre.